# Алгаев, Ризван Зубахир оглы
Ризван Зубахир оглы Алгаев (азерб. Rizvan Zübehir oğlu Alqayev; дата рождения неизвестна) — советский азербайджанский работник пищевой промышленности, лауреат государственной премии СССР (1989).

## Биография
Родился в Белоканском районе Азербайджанской ССР.
Окончил заочное отделение высшего учебного заведения, получив диплом инженера-технолога плодоовощеконсервной промышленности.
Трудился рабочим, сменным мастером Белоканского консервного завода — позже старший мастер сокоэкстрактного цеха этого же предприятия.
Достиг высоких результатов при выполнении производственных заданий. Работая старшим мастером в цеху, выпускавшим половину всей продукции завода, успешно трудился над повышением качества производимой в цеху продукции. Внес 11 рационализаторских предложений, позволивших усовершенствовать качество товаров и облегчить условия их производства. Только предложенные Алгаевым технология очистка плодов от косточек и ввод в эксплуатацию современного оборудования на линии переработки граната позволили сэкономить государству 60 тысяч рублей, с рядом технологов мастер также вел работу над заменой закупаемого в Индии красителя красителем из растительного сырья, производимого на предприятиях республики.
Постановлением ЦК КПСС и Совета Министров СССР от 7 ноября 1989 года, за большой личный вклад в улучшение использования техники, машин и оборудования Алгаеву Ризвану Зубахир оглы присуждена Государственная премия СССР.
Активно участвовал в общественно-политической жизни предприятия, с 1989 года состоял в КПСС.